# Epigrammi (Callimaco)
Gli Epigrammi sono circa sessanta componimenti del poeta alessandrino Callimaco, contenuti quasi totalmente nell'Antologia Palatina.

## Contenuto
Gli Epigrammi trattano argomenti variegati: erotico-simposiale, sepolcrale, epidittico, metaletterario.
Spesso trasudano degli accenti sinceri e commossi, che rivelano una sfera soggettiva inusuale in un poeta interamente oggettivo e distaccato. Questi momenti sono comuni soprattutto negli epigrammi sepolcrali (come quello in morte dell’amico Eraclito o quello in cui si narra la sepoltura di Melanippo) ed erotici (come quello in cui è espresso il tormento di un innamorato).
Non mancano anche motivi topici come il paraklausíthyron a Conopio, in cui si affronta anche il tema della vecchiaia e dell’abbandono al piacere dell’eros. Rilevanti anche un epigramma encomiastico rivolto alla regina Berenice, assimilata ad una delle Cariti (A.P. V 146), e uno sui giuramenti d’amore (A.P. V, 6).
Spesso Callimaco si impegna in riflessioni sulla letteratura, come nell’epigramma in cui si schiera contro il poema ciclico (A.P. XII 43) a vantaggio di una poesia nuova e innovativa.

## GliEpigrammie la poetica callimachea
Le caratteristiche della poetica callimachea sono presenti anche negli Epigrammi. La raffinatezza e la cura estrema del dettaglio, l’originalità, la sensibilità linguistica non manifestano soltanto la passione filologica del poeta, ma anche l’esplicita intenzione di rompere con il passato. Non a caso l’epigramma A.P. XII 43 può essere considerato il manifesto della poetica di Callimaco:
χαίρω, τίς πολλοὺς ὧδε καὶ ὧδε φέρει·

μισέω καὶ περίφοιτον ἐρώμενον, οὐδ’ ἀπὸ κρήνης

πίνω· σικχαίνω πάντα τὰ δημόσια.

Λυσανίη, σὺ δὲ ναίχι καλὸς καλός – ἀλλὰ πρὶν εἰπεῖν

τοῦτο σαφῶς, ἠχώ φησί τις· “Ἄλλος ἔχει”.»
la strada aperta a chiunque.

Odio un amante goduto da tutti

e non bevo ad una pubblica fontana.

Odio ogni cosa divisa con altri.

Certo, Lisània è bello! Bello! E ancora

non l'ho detto che un'eco già ripete:

“È anche d'un altro”.»
(trad. Salvatore Quasimodo)
Callimaco desidera che i poeti suoi contemporanei abbandonino il sentiero del poema epico, già percorso tantissime volte (“non amo la poesia comune”, v. 1), e volgano i propri interessi verso una poesia nuova, breve e minuziosamente costruita in una costante ricerca della perfezione.